# Macromitrium complicatulum
Macromitrium complicatulum är en bladmossart som beskrevs av C. Müller in Brotherus 1903. Macromitrium complicatulum ingår i släktet Macromitrium och familjen Orthotrichaceae. Inga underarter finns listade i Catalogue of Life.